# Аттенкірхен
Аттенкірхен (нім. Attenkirchen) — громада в Німеччині, розташована в землі Баварія. Підпорядковується адміністративному округу Верхня Баварія. Входить до складу району Фрайзінг. Складова частина об'єднання громад Цоллінг.
Площа — 16,16 км2. Населення становить 2769 ос. (станом на 31 грудня 2020).